# Bomazi
Bomazi var enligt bushongofolkets (som levde runt Kongofloden i Afrika) mytologi en ljushyad man som för länge sedan kom från himlen för att hjälpa ett äldre par att skaffa barn. De fick en dotter, som Bomazi gifte sig med. Bomazi fick fem söner med henne, som alla blev hövdingar över var sin stam.